# Axinita-(Mn)
L'axinita-(Mn) és un mineral de la classe dels silicats que pertany al grup de l'axinita. Va ser descoberta l'any 1909, sent anomenada llavors "manganoaxinita" per Waldemar T. Schaller, degut al domini del manganès a la seva fórmula química. L'any 2008 va ser reanomenada amb el sufix -(Mn) per l'Associació Mineralògica Internacional. També és coneguda amb el nom "severginita".

## Característiques
L'axinita-(Mn) és un silicat amb fórmula Ca₂Mn²⁺Al₂BSi₄O₁₅OH. És l'anàleg de manganès (Mn²⁺) de l'axinita-(Mg) i de l'axinita-(Fe), amb les que forma el grup axinita juntament amb la tinzenita. Forma una sèrie de solució sòlida amb l'axinita-(Fe) i una altra amb la tinzenita. Cristal·litza en el sistema triclínic formant cristalls tabulars. La seva duresa a l'escala de Mohs oscil·la entre 6,5 i 7.
Segons la classificació de Nickel-Strunz, l'axinita-(Mn) pertany a «09.BD: Estructures de sorosilicats (dímers); grups Si₂O₇, amb anions addicionals; cations en coordinació tetraèdrica [4] o major» juntament amb els següents minerals: bertrandita, hemimorfita, junitoïta, axinita-(Fe), axinita-(Mg), tinzenita, vistepita, boralsilita i werdingita.

## Formació i jaciments
Aquesta espècie mineral té dues localitats tipus: la mina Franklin (Sussex, Nova Jersey, Estats Units) i Harz (Baixa Saxònia, Alemanya). És un mineral format típicament per metamorfisme de contacte i metasomatisme del bor. També es troba en filons de pegmatites en contacte amb formacions de ferro metamorfosejat en contacte amb gabre. Sol trobar-se associada a altres minerals com: clorita, quars i feldespats.